# Narope testacea
Narope testacea är en fjärilsart som beskrevs av Frederick DuCane Godman och Osbert Salvin 1878. Narope testacea ingår i släktet Narope och familjen praktfjärilar. Inga underarter finns listade i Catalogue of Life.